# Soveja (sit SCI)
Soveja este o arie protejată (arie specială de conservare — SAC, sit de importanță comunitară — SCI) din România, desemnată în scopul protejării biodiversității și menținerii într-o stare de conservare favorabilă a florei spontane și faunei sălbatice, precum și a habitatelor naturale de interes comunitar aflate în arealul zonei de protecție. Aceasta este situată în sud-vestul Moldovei, pe teritoriul județului Vrancea.

## Localizare
Aria naturală se află în extremitatea nord-vestică a județului Vrancea, pe teritoriile administrative ale comunelor Câmpuri, Negrilești, Soveja și Tulnici. Aceasta este străbătută de drumul național DN2L care leagă orașul Mărășești de Panciu.

## Înființare
Zona a fost declarată sit de importanță comunitară prin Ordinul nr. 2.387 din 29 septembrie 2011 (pentru modificarea Ordinului ministrului mediului și dezvoltării durabile nr. 1.964/2007 privind instituirea regimului de arie naturală protejată a siturilor de importanță comunitară, ca parte integrantă a rețelei ecologice europene Natura 2000 în România) și se întinde pe o suprafață de 4.572 de hectare. Situl a fost protejat și ca arie specială de conservare (ROSAC0386) în mai 2022. Acesta se suprapune parțial cu Parcul Natural Putna - Vrancea.
Situl prezintă o arie naturală (încadrată în bioregiune alpină și continentală) aflată în sectorul central nord-vestic al Munților Vrancei (subunitate geomorfologică a Carpaților de Curbură, aparținând de lanțul muntos al Carpaților Orientali), în bazinul superior al râului Șușița. Acesta adăpostește, protejează și conservă o gamă floristică și faunistică diversă, exprimată atât la nivel de specii cât și la nivel de ecosisteme terestre.

## Biodiversitate
Situl dispune de 11 tipuri de habitate naturale de interes comunitar; astfel: Păduri acidofile de Picea abies din regiunea montană; Păduri dacice de fag; Păduri de fag de tip Asperulo-Fagetum; Păduri de fag de tip Luzulo-Fagetum; Păduri aluviale cu Alnus glutinosa și Fraxinus excelsior; Tufărișuri alpine si boreale; Comunități de lizieră cu ierburi înalte higrofile de la nivelul câmpiilor, până la cel montan și alpin; Fânețe montane; Vegetație herbacee de pe malurile râurilor montane; Turbării cu vegetație forestieră și Turbării degradate capabile de regenerare naturală.
La baza desemnării sitului se află mai multe specii faunistice aflate pe lista roșie a IUCN și enumerate în anexa I-a a Directivei CE 92/43/CE din 21 mai 1992 (privind conservarea habitatelor naturale și a speciilor de faună și floră sălbatică); printre care: două mamifere: ursul brun (Ursus arctos) și liliacul comun (Myotis myotis); un amfibian: ivorașul cu burta galbenă (Bombina variegata); și patru nevertebrate: croitorul de fag (Rosalia alpina), cosașul transilvan (Pholidoptera transsylvanica), fluturele-tigru (Callimorpha quadripunctaria) și un cărăbuș din specia Carabus variolosus.
Printre speciile vegetale întâlnite în arealul sitului se află câteva rarități floristice (arbori, arbusti, flori și ierburi) protejate prin aceeași Directivă a Consiliului European 92/43/CE din 21 mai 1992; astfel: pinul de pădure (Pinus sylvestris var. carpatica), ghioc (Centaurea triumfetti), țintaură (Centaurium erythraea), coroniște (Coronilla coronata), garofiță (Dianthus superbus), pufuliță (Epilobium angustifolium), mlăștiniță (Epipactis helleborine), fratele-priboiului (Geranium sylvaticum), sudoarea-calului (Ononis repens), sipică (Scabiosa lucida), cruciuliță (Senecio cacaliaster), ruțișor (din specia Thalictrum alpinum), cimbrișor sălbatic (Thymus glabrescens) sau iarbă grasă (Sedum telephium).

## Căi de acces
- Drumul național DN2D pe ruta Focșani - Bolotești - Pietroasa - Vidra - Valea Sării - Tulnici - Lepșa - drumul național DN2L în direcția Dragosloveni.

## Obiective turistice aflate în vecinătate

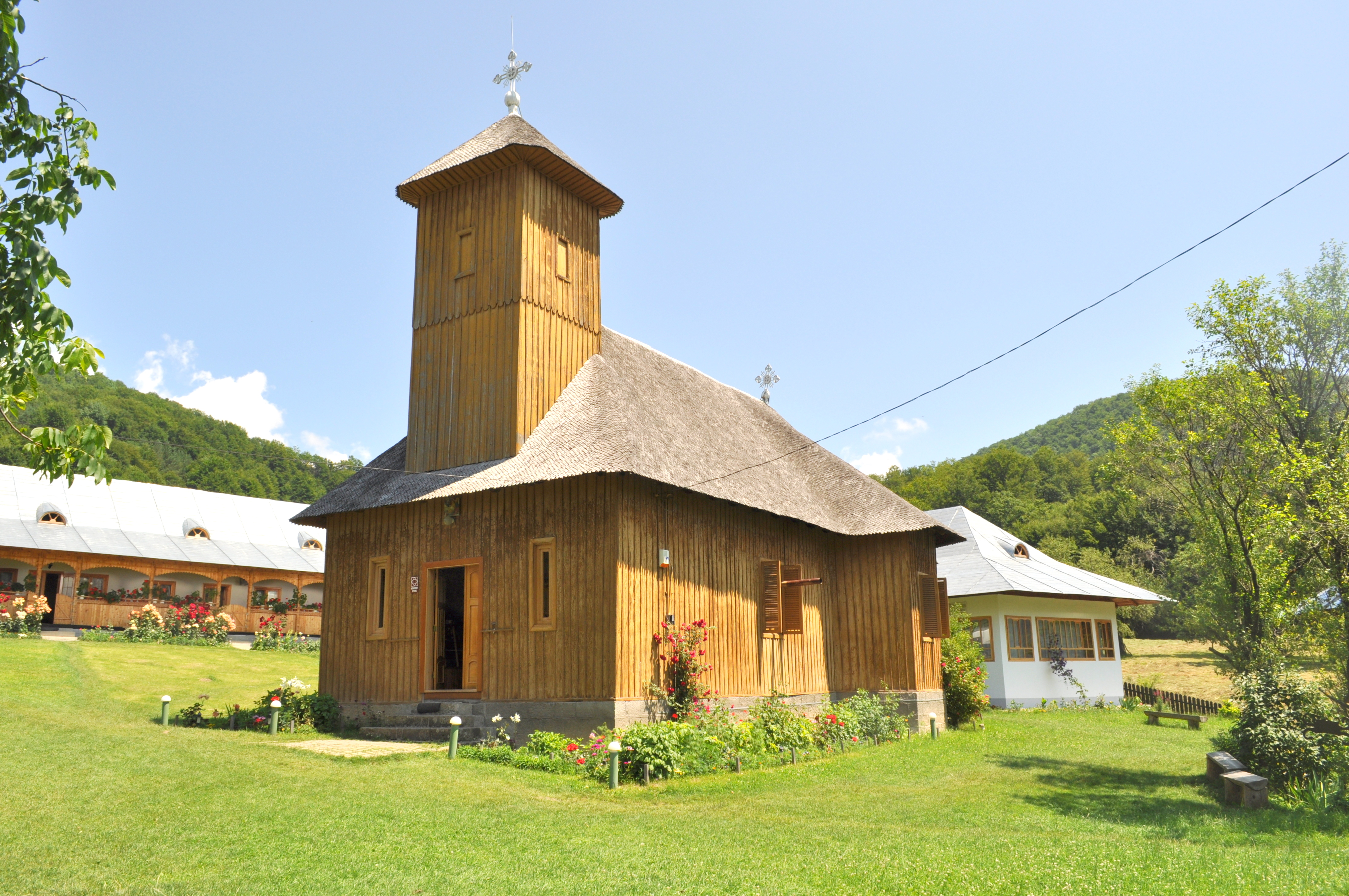
Biserica de lemn din Mănăstirea Lepșa

În vecinătatea sitului se află câteva obiective de interes istoric, cultural și turistic; astfel:
- Biserica de lemn „Cuvioasa Paraschiva” - Tei din Câmpuri, construcție 1663, monument istoric.
- Biserica „Sf. Ioan Botezătorul” din Coza, construcție 1873, monument istoric.
- Biserica de lemn „Adormirea Maicii Domnului” din Mănăstirea Lepșa, construcție 1930-1936, monument istoric.
- Ansamblul fostei mănăstiri Soveja din satul Dragosloveni(Biserica „Nașterea Domnului”, turnul clopotniță și zidul de incintă), construcție 1654, monument istoric.
- Casa Memorială „Moș Ion Roată” din satul Câmpuri, construcție secolul al XIX-lea, monument istoric.
- Mausoleul și Muzeul Soveja, construcție 1929, monument istoric.
- Situl arheologic de la Soveja, satul Dragosloveni (așezări din perioadele: Latène, Cultura geto-dacică; Epoca bronzului și Eneolitic, Cultura Cucuteni, faza A).
- Ariile protejare: Cascada Putnei (10 ha), Groapa cu Pini (11,10 ha), Pădurea Lepșa - Zboina (210,70 ha), Râpa Roșie - Dealul Morii (49,60 ha), Strâmtura - Coza (15 ha) și Valea Tișiței (307 ha).